# Mirosław Daniszewski
Mirosław Daniszewski (ur. 18 listopada 1965 w Gorzowie Wielkopolskim) – polski żużlowiec, występujący również na lodzie.
Licencję żużlową zdobył w 1982 r. Na torach polskich lig żużlowych startował do 2001 r., reprezentując kluby Stali Gorzów Wielkopolski (1983–1990), Poloneza Poznań (1991), Polonii Piła (1992), Stali Rzeszów (1993), Wandy Kraków (1995, 1999), JAG Speedway Łódź (1996–1997), OTŻ Opole (1998) oraz WKM Warszawa (2000–2001). W rozgrywkach DMP zdobył trzy medale: złoty (1983), srebrny (1984) oraz brązowy (1987).
Dwukrotnie startował w finałach Młodzieżowych Indywidualnych Mistrzostw Polski (Tarnów 1984 – XI m., Lublin 1985 – XIII m.). Zdobył dwa medale Młodzieżowych Mistrzostw Polski Par Klubowych (Rybnik 1984 – III m., Bydgoszcz 1985 – I m.) oraz Młodzieżowych Drużynowych Mistrzostw Polski (Toruń 1985 – III m., Zielona Góra 1986 – I m.). Dwukrotnie odniósł również sukcesy w turniejach o "Brązowy Kask" (Ostrów Wielkopolski 1983 – III m., Bydgoszcz 1984 – II m.). W 1992 r. wystąpił w finale Mistrzostw Polski Par Klubowych (Gorzów Wielkopolski – V m.). Zawodnik startował także w wyścigach motocyklowych na lodzie (ice-speedway)